# Кальварийская Богоматерь
Кальварийская Богоматерь (пол. Matka Boża Kalwaryjska), или Богоматерь Плачущая (пол. Matka Boska Płacząca) — почитаемая чудотворной икона Богородицы в городе Кальвария-Зебжидовская, в Польше. Образ находится в алтаре католической базилики Богоматери Ангельской, которая входит в состав бернардинского монастырского архитектурно-паркового комплекса Кальвария-Зебжидовская и с XVII века является санктуарием Пресвятой Девы Марии.

## Иконография
Образ написан на холсте размером 74 на 90 см. Автор неизвестен. Вероятно, картина является копией образа Мысленицкой Богоматери, находящегося в приходской церкви в городе Мысленице под Краковом. Картина покрыта окладом с богатым орнаментом с двумя коронами — малой над Божественным Младенцем и большой над Богоматерью.
Под окладом Дева Мария изображена в тёмно-красном хитоне с тёмно-синим плащом, волосы Её покрыты прозрачной тканью. Обнажённый Младенец, тело которого также укрыто прозрачной тканью, стоит справа от Богоматери; левой рукой Он обнимает Её за шею, правой — держится за Её плащ. Лик Младенца изображён почти в профиль, Его левая щека плотно прижата к правой щеке Девы Марии. Лик Богоматери изображён в три четверти. Она слегка склонилась в правую сторону. Её левая рука тянется к Божественному Младенцу. Над головами Богоматери и Младенца ярко-красные нимбы с жемчужно-драгоценным орнаментом.

## История обретения

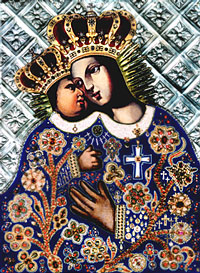
Образ в окладе

3 мая 1641 года Станислав Пашковский из Бжезе Пашковски во время молитвы увидел, как на картине из глаз Богоматери потекли кровавые слёзы. Об этом событии уведомили епископа Кракова, который посоветовал владельцу пожертвовать образ церкви в Марцыпорембе. По дороге с картиной в Марцыпорембу Станислав Пашковский вдруг ясно почувствовал, что неизвестная ему сила ведёт его в совершенно другом направлении. Таким образом он оказался у святилища Кальвария. Увидев в том волю Божью, он оставил образ в этом месте.
5 мая 1641 года отцы-бернардинцы стали хранителями образа Богоматери Плачущей. Вначале, по распоряжению епископа Краковского Якуба Задзика, картина хранилась в ризнице, где должна была оставаться до прояснения чудесного характера события. В 1656 году церковные власти признали кровавый плач Богоматери на картине чудом. Образ был поставлен на алтаре в главной церкви монастыря.
В 1658 — 1667 годах, стараниями краковского воеводы Михаила Зебжидовского, в южной стене церкви была построена часовня, где и поставили чудотворный образ.

## История почитания

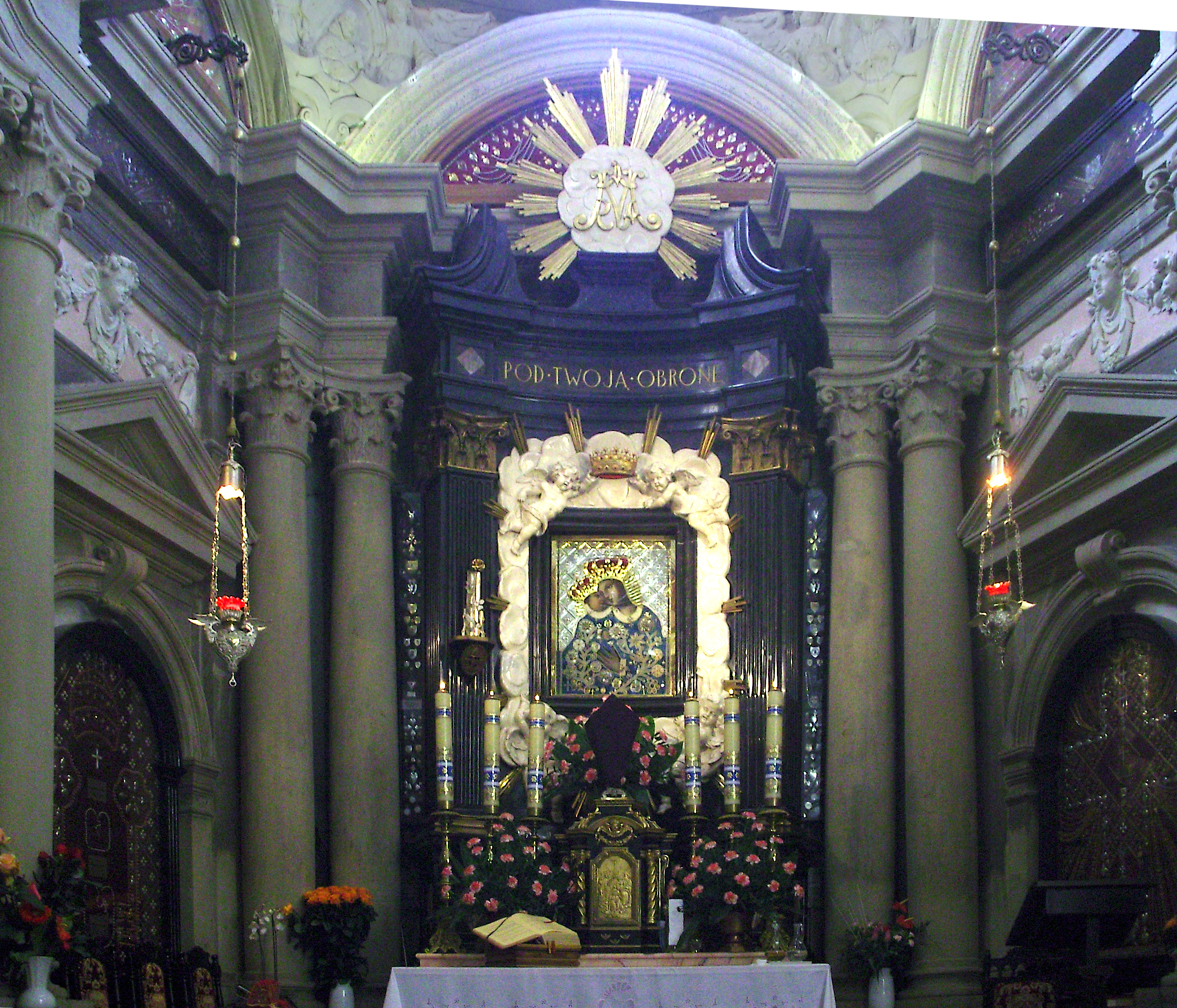
Часовня Кальварийской Богоматери

Коронация чудотворного образа Богоматери Кальварийской состоялось 15 августа 1887 года. Коронацию провёл кардинал Альбин Дунаевский. В церемонии приняли участие архиепископ Львова Северин Моравский и армянский архиепископ Исаак Исаакович. Золотая корона Младенцу Иисусу была передана в дар паломниками из Тешинской Силезии, в то время как корона Богоматери была пожертвована прихожанами архиепархии Кракова. Инсигнии были благословлены Папой. В 1936 — 1937 годах инженером Станиславом Ямрозом был разработан проект нового мраморного альтаря для образа Богоматери Кальварийской .
Изображение Богоматери Кальварийской было местом частых молитвы кардинала Кароля Войтылы, будущего святого Папы Иоанна Павла II. Как Папа он посетил святилище дважды: 7 июня 1979 года и во время своего последнего паломничества в Польшу 19 августа 2002 года. В благодарность за паломничество Папы на родину в 2002 году, отцы-бернардинцы заказали новый оклад для изображения Богоматери Кальварийской. К столетию со дня коронации образа, 10 июня 1987 года, он послал святилищу в дар Золотую розу. Во время своего паломничества в Польшу, 27 мая 2006 года Папа Бенедикт XVI помолился перед этим образом.